# Spongiocarpella grubovii
Spongiocarpella grubovii är en ärtväxtart som först beskrevs av N.Ulziykh., och fick sitt nu gällande namn av Gennady Pavlovich Yakovlev. Spongiocarpella grubovii ingår i släktet Spongiocarpella och familjen ärtväxter. Inga underarter finns listade i Catalogue of Life.